# Joseph-Marie Vien
Joseph-Marie Vien, ou Joseph-Mary Wien, nascido na cidade de Montpellier (18 de junho de 1716 - Paris, 27 de março de 1809) foi um pintor, desenhista e gravurista francês, precursor do Neoclassicismo. Ganhou o Prix de Roma em 1743, e esteve na capital italiana de 1744 a 1750.
No período em que Vien esteve em Roma, as escavações em Herculano e Pompéia, causaram uma empolgação no meio artístico, e o interesse dele nas pinturas romanas antigas que foram desenterradas, o ajudou a adquirir certa reputação como pioneiro do estilo neoclassicista.

## Biografia
Protegido pelo Conde de Caylus, entrou no estúdio de Natoire ainda bem jovem. Depois de ser treinado por ele, ganhou o Prêmio de Roma (Prix de Roma), em 1743, pela obra David se résigne à la volonté du Seigneur, qui a frappé son royaume de la peste.
Durante seu tempo em Roma, se dedicou aos estudos sobre a natureza e ao desenvolvimento de suas técnicas, a partir de obras-primas ao seu redor. Ao retornar a Paris, foi admitido à academia graças a obra Daedalus e Icarus, (encontrada no Museu do Louvre) e foi professor de muitos estudantes, dentre eles, Jacques-Louis David e François-André Vincent, que viriam a se tornar neoclassicistas. Vien foi um dos primeiros pintores desse movimento artístico.
Em 1776, no auge de sua reputação, foi nomeado diretor da Academia da França em Roma e, se recusou a levar David com ele, alegando que era muito velho para ensinar um jovem artista. Cinco anos depois, retornou a cidade e suas fortunas haviam sido destruídas devido a Revolução Francesa. Apesar disso, continuou trabalhando e com a idade de oitenta anos (1796) ganhou um prêmio em uma competição pública. Napoleão o recompensou por ter sido o "pai" do neoclassicismo francês, tornando-o senador.
Casou-se com Marie-Thérèse Reboul (1728–1805), que também fazia parte da academia e teve um filho, Joseph-Marie the Younger, que também foi pintor.
Vien morreu em Paris e foi enterrado na cripta do Panthéon. Deixou para trás muitos outros alunos, dentre eles, François-André Vincent, Jean-Antoine-Théodore Giroust, Jean-Baptiste Regnault, Joseph-Benoît Suvée, Jean-Pierre Saint-Ours, François-Guillaume Ménageot e Jean-Joseph Taillasson.

## Algumas obras do artista
Na França
- Museu nacional do Palácio de Fontainebleau: La Marchande d’amours, 1763
- Museu de Grenoble: L’Enlèvement de Proserpine, 1762
- Museu do Louvre:
  - Hermite endormi (1753)
  - Dédale dans le labyrinthe attachant les ailes à Icare, 1754
  - Jeunes Grecques parant de fleurs l’Amour endormi, 1773
  - Les Adieux d’Hector et d’Andromaque, 1786
- Escola Militar de Paris: Saint Louis remet la régence à sa mère
- Igreja de Sant-Roch de Paris: Saint Denis préchant, 1767
- Museu de Belas Artes de Reims: Anachorète endormi, 1751
- Museu Fabre:
  - Une vestale couronnée de fleurs, 1760
  - Etude académique, vers 1745-1809
  - Saint-Jean Baptiste, vers 1746
  - Vieillard endormi, vers 1754-1755

Nos Estados Unidos
- Museu de Arte de Cleveland: La Douce Mélancolie, 1756

Em Porto Rico
- Museu de Arte de Ponce: Grecque au bain, 1767